# Kopiec Tatarski w Przeworsku
Kopiec Tatarski w Przeworsku – kopiec położony na przedłużeniu ul. Tatarskiej, obok dawnego traktu łączącego Kraków ze Lwowem. Pierwotny kształt nasypu przypominał ostrosłup ścięty na rzucie prostokąta o wymiarach 16 na 6 m. Taras ściętego wierzchołka miał 4 na 2 m, a wysokość stożka około 4 m. Na kopcu usytuowana jest murowana kolumna, o wysokości 3,5 m, w górze zakończona kapliczką z drewnianą figurą Chrystusa Frasobliwego pochodzącą z XVII wieku.
Z kopcem tatarskim wiążą się legendy. Jedna z opowieści mówi, że Tatarzy napadając na Przeworsk w 1624 roku, stanęli obozem w wąwozie niedaleko klasztoru bernardynów, a następnie zostali pokonani przez uzbrojonych mieszczan, którzy urządzili na nich zasadzkę. Wśród poległych najeźdźców miał być jeden z ich dowódców. Na pamiątkę odniesionego zwycięstwa miano wówczas postawić figurę na kopcu.
Bardziej realny jest przekaz, mówiący o wybudowaniu kopca w XVII wieku i postawieniu figury Chrystusa dla upamiętnienia najazdu tatarskiego.